# Mátyás Cseszneky
Mátyás Cseszneky de Milvány et Csesznek (Lussemburgo, 1560 circa – inizio del XVII secolo) fu un magnate ungherese ed un comandante di cavalleria.
Il conte Mátyás Cseszneky è stato uno dei membri più noti della nobile famiglia Cseszneky. Comandò una unità di cavalleria durante la Lunga Guerra (1593-1606), combattendo al fianco di Miklós Pálffy, Ferenc Révay e Karl von Mansfeld. 
Mátyás giocò un ruolo di primo piano nella conquista austriaca di Esztergom nel 1595 e, successivamente, nella riconquista di Tata, Győr, Várgesztes, Veszprém, Várpalota, Tihany e della stessa Csesznek, luogo d'origine della sua dinastia. L'imperatore Rodolfo II d'Asburgo, sovrano d'Ungheria, ricompensò il valore di Mátyás con diversi titoli nobiliari.